# Hot Digital Songs
Hot Digital Songs (Digital Songs) je lista najprodavanijih digitalnih singlova u Sjedinjenim Američkim Državama koju objavljuje Billboard.
Lista se počela objavljivati u veljači 2005. godine, te je uključena na mnoge Billboard glazbene ljestvice. Takva je odluka donesena zbog velike popularnosti diigtalnog tržišta, dok su dotadašnji fizički oblici singlova postali nevjerodostojni.

## Postignuća

### Pjesme s najviše tjedana na 1. mjestu
- 13 tjedana

Flo Rida featuring T-Pain - "Low" (2007-2008)
- 10 tjedana

Black Eyed Peas - "Boom Boom Pow" (2009)
Black Eyed Peas - "I Gotta Feeling" (2009)
- 9 tjedana

Gwen Stefani - "Hollaback Girl" (2005)
Kanye West featuring Jamie Foxx - "Gold Digger" (2005)
- 8 tjedana

50 Cent featuring Olivia - "Candy Shop" (2005)

### Glazbenici s najviše brojeva 1
1. Rihanna (9)
2. Black Eyed Peas (5)
2. Beyoncé (5)
2. Justin Timberlake (5)
2. Eminem (5)
3. Britney Spears (4)
3. Timbaland (4)

### Top 5 singlova s najvećom prodajom u tjednu[2]
1. Flo Rida featuring Kesha - "Right Round" (636,000) 28. veljače 2009.
2. Kesha - "TiK ToK" (610,000) 9. siječnja 2010.
3. Flo Rida featuring T-Pain- "Low" (467,000) 12. siječnja 2008.
4. Black Eyed Peas - "Boom Boom Pow" (465,000) 18. travnja 2009.
5. Flo Rida featuring Kesha- "Right Round" (460,000) 7. ožujka 2009.

### Umjetnici s najviše tjedana na broju 1
1. Black Eyed Peas (26)
2. Rihanna (22)
3. Flo Rida (19)
4. T-Pain (15)
5. Timbaland (13)
6. Kanye West (12)
6. Justin Timberlake (12)
6. Beyoncé (12)
6. Ke$ha (12)
7. Katy Perry (11)

### Glazbenici koji su sami sebe zamijenili na 1. mjestu
- Mariah Carey — "All I Want For Christmas Is You" (1 tjedan) → "Don't Forget About Us" (1 tjedan) (31. prosinca 2005.)
- T.I. — "Whatever You Like" (1 tjedan) → "Live Your Life" (1 tjedan) (19. listopada 2008.)
- Beyoncé — "If I Were a Boy" (1 tjedam) → "Single Ladies (Put a Ring on It)" (1 tjedan) (6. prosinca 2008.)
- Black Eyed Peas — "Boom Boom Pow" (10 tjedana) → "I Gotta Feeling" (10 tjedana) (27. lipnja 2009.)

## Vanjske poveznice
- Current Billboard Hot Digital Songs